# Pargny-sur-Saulx
Pour les articles homonymes, voir Pargny (homonymie) et Saulx.
Pargny-sur-Saulx est une commune française de 1 987 habitants, située dans le département de la Marne en région Grand Est. Ses habitants sont appelés les Pargnysiens et les Pargnysiennes.

## Géographie

### Localisation
Pargny-sur-Saulx se trouve au sud-est du département de la Marne, en région Grand Est. La commune appartient à la région agricole du Perthois.
La commune de Pargny-sur-Saulx s'étend sur une superficie de 1 244 hectares. Sur son territoire, l'altitude varie de 115 à 166 mètres. Le nord de la commune, entre 115 et 125 mètres d'altitude, est arrosé par la Saulx, le canal de la Marne au Rhin et l'Ornain, qui sert de frontière avec Heiltz-le-Maurupt. La ville de Pargny-sur-Saulx s'étend au centre-ouest de la commune, traversée d'ouest en est par la route départementale 995 (ancienne route nationale 395). Au sud-est, l'altitude dépasse les 150 mètres dans le Bois Jacquert Allard et le Petit Bois d'Amboise.
Par la route, Pargny-sur-Saulx se situe à 52 km de Châlons-en-Champagne, préfecture de la Marne, à 27 km de Bar-le-Duc, préfecture de la Meuse, à 22 km de Vitry-le-François, sa sous-préfecture de rattachement, à 20 km de Saint-Dizier, principale ville de la Haute-Marne, et à 6 km de Sermaize-les-Bains, bureau centralisateur du canton de Sermaize-les-Bains dont dépend Pargny-sur-Saulx depuis 2015. La commune fait en outre partie du bassin de vie de Revigny-sur-Ornain, commune de la Meuse distante de 16 km par la route.
Pargny-sur-Saulx est limitrophe de 5 communes :
|        | Heiltz-le-Maurupt  |                    |
| Étrepy | Pargny-sur-Saulx   | Sermaize-les-Bains |
|        | Maurupt-le-Montois | Cheminon           |

### Hydrographie
La commune est dans la région hydrographique « la Seine de sa source au confluent de l'Oise (exclu) » au sein du bassin Seine-Normandie. Elle est drainée par la Saulx, le canal de la Marne au Rhin, l'Ornain, la Fossé de l'Étang Gerard, la Noue du Port, la Saulx, le canal 01 du Pommier, le cours d'eau 01 de l'Ajot, le Fossé 01 du Chicheron, le ruisseau du Pont à la Dame, divers bras de la Saulx et divers autres petits cours d'eau,.
La Saulx, d'une longueur de 115 km, prend sa source dans la commune de Germay et se jette dans la Marne à Vitry-le-François, après avoir traversé 39 communes. 
Le canal de la Marne au Rhin, long de 293 km et 178 écluses à l'origine, relie la Marne (à Vitry-le-François) au Rhin (à Strasbourg). Par le canal latéral à la Marne, il est connecté au réseau navigable de la Seine vers l'Île-de-France et la Normandie. 
L'Ornain, d'une longueur de 116 km, prend sa source dans la commune de Grand et se jette dans la Saulx à Étrepy, après avoir traversé 36 communes. 
Deux plans d'eau complètent le réseau hydrographique : la carrière du Chemin Cordier (3 ha) et l'étang de la Grévière (1,1 ha),.

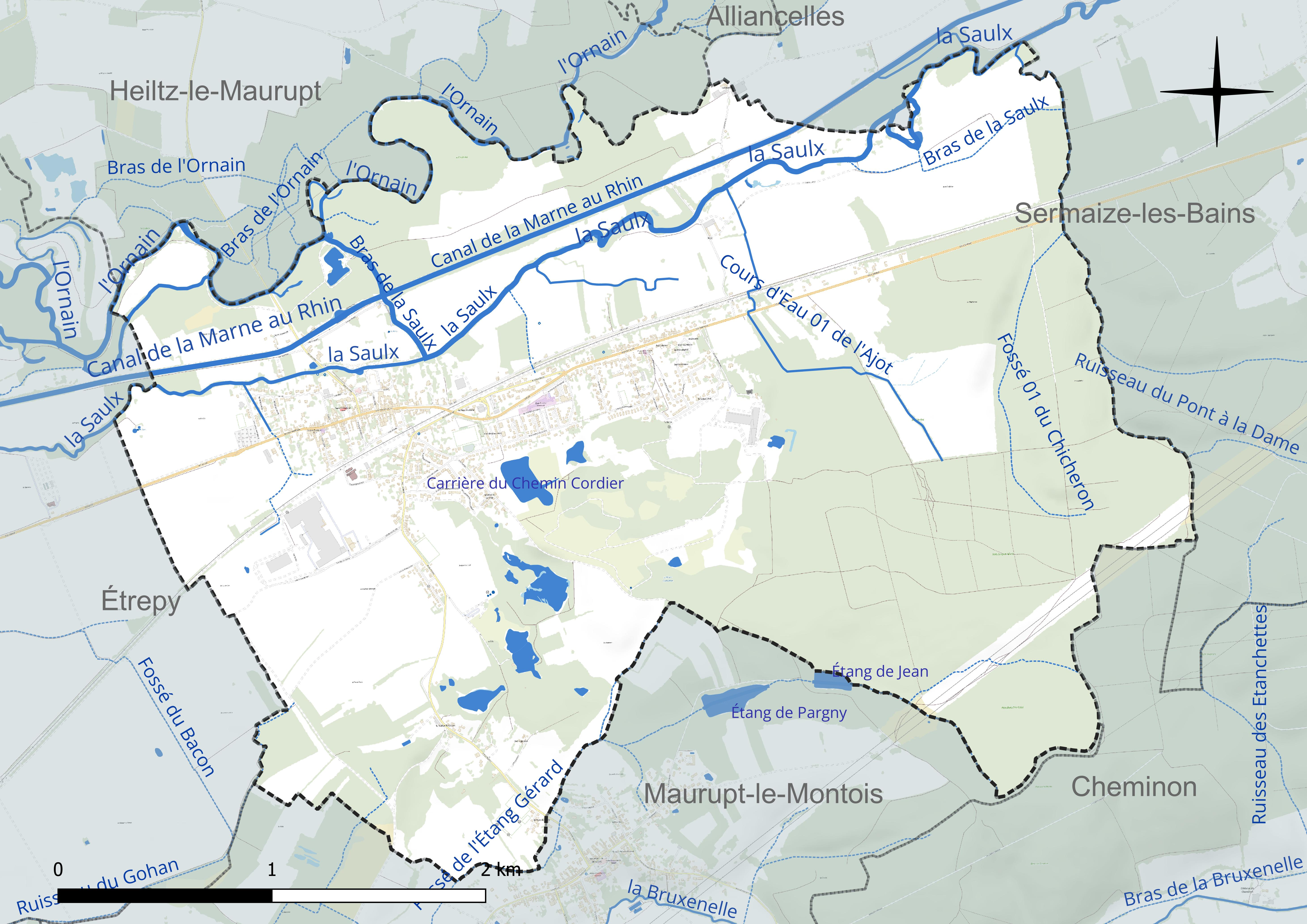
Réseau hydrographique de Pargny-sur-Saulx.

### Climat
Pour des articles plus généraux, voir Climat du Grand Est et Climat de la Marne.
En 2010, le climat de la commune est de type climat des marges montargnardes, selon une étude du Centre national de la recherche scientifique s'appuyant sur une série de données couvrant la période 1971-2000. En 2020, Météo-France publie une typologie des climats de la France métropolitaine dans laquelle la commune est exposée à un climat océanique altéré et est dans une zone de transition entre les régions climatiques « Nord-est du bassin Parisien » et « Lorraine, plateau de Langres, Morvan ». 
Pour la période 1971-2000, la température annuelle moyenne est de 10,4 °C, avec une amplitude thermique annuelle de 15,9 °C. Le cumul annuel moyen de précipitations est de 846 mm, avec 12,7 jours de précipitations en janvier et 8,9 jours en juillet. Pour la période 1991-2020, la température moyenne annuelle observée sur la station météorologique de Météo-France la plus proche, « Vassincourt », sur la commune de Vassincourt à 15 km à vol d'oiseau, est de 11,4 °C et le cumul annuel moyen de précipitations est de 871,0 mm. 
La température maximale relevée sur cette station est de 41,7 °C, atteinte le 24 juillet 2019 ; la température minimale est de −17,4 °C, atteinte le 20 décembre 2009,,. 
Les paramètres climatiques de la commune ont été estimés pour le milieu du siècle (2041-2070) selon différents scénarios d'émission de gaz à effet de serre à partir des nouvelles projections climatiques de référence DRIAS-2020. Ils sont consultables sur un site dédié publié par Météo-France en novembre 2022.

## Urbanisme

### Typologie
Au 1er janvier 2024, Pargny-sur-Saulx est catégorisée bourg rural, selon la nouvelle grille communale de densité à sept niveaux définie par l'Insee en 2022.
Elle est située hors unité urbaine. Par ailleurs la commune fait partie de l'aire d'attraction de Vitry-le-François, dont elle est une commune de la couronne,. Cette aire, qui regroupe 73 communes, est catégorisée dans les aires de moins de 50 000 habitants,.

### Occupation des sols
L'occupation des sols de la commune, telle qu'elle ressort de la base de données européenne d’occupation biophysique des sols Corine Land Cover (CLC), est marquée par l'importance des territoires agricoles (52,3 % en 2018), en augmentation par rapport à 1990 (51,1 %). La répartition détaillée en 2018 est la suivante : 
forêts (36,2 %), prairies (19,1 %), terres arables (18,4 %), zones agricoles hétérogènes (14,8 %), zones urbanisées (11,5 %). L'évolution de l’occupation des sols de la commune et de ses infrastructures peut être observée sur les différentes représentations cartographiques du territoire : la carte de Cassini (XVIIIe siècle), la carte d'état-major (1820-1866) et les cartes ou photos aériennes de l'IGN pour la période actuelle (1950 à aujourd'hui).

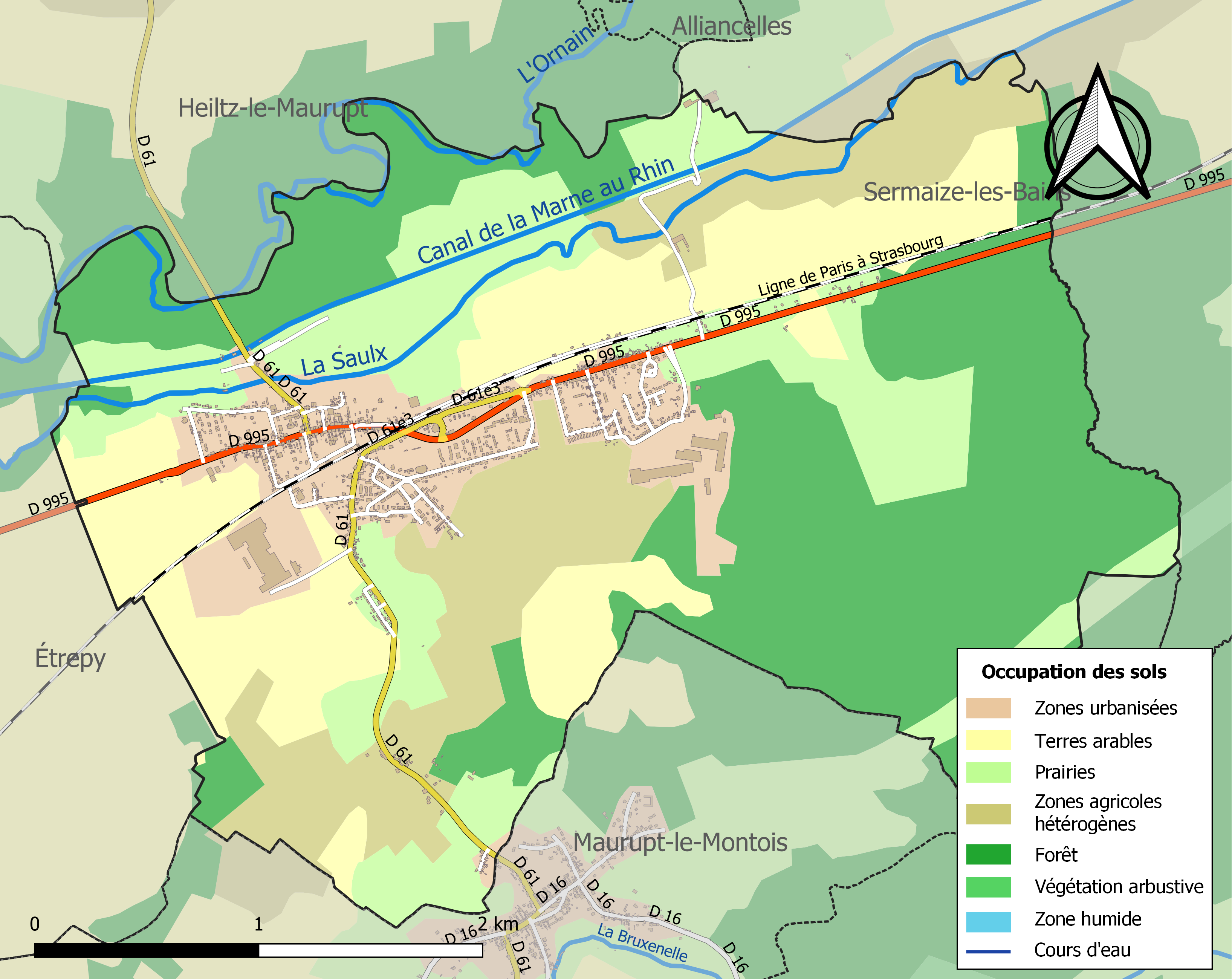
Carte des infrastructures et de l'occupation des sols de la commune en 2018 (CLC).

## Toponymie
Sa première dénomination est Parcus Alneolus, signifiant « parcelle d'aulnes ».
En suivirent d'autres : Parni (1179), Parneium (1188), Pargneium (1232), Pargni (1240), Pargnei-sur-Saut (1273), Pargniacum et Pargné (c. 1300), Parrigny (1397), Pargney (1401), Pargny-sur-Saulx (1508), Prygni (1510), Perrigny (1546), Parrigny (1571) puis Pargny-sur-Saux (1633).
Son déterminant sur Saulx fait référence à la Saulx, affluent de la Marne qui traverse la commune.

## Histoire
Pargny-sur-Saulx a une histoire riche, notamment depuis l'implantation des tuileries dans la commune.

### La Première Guerre mondiale

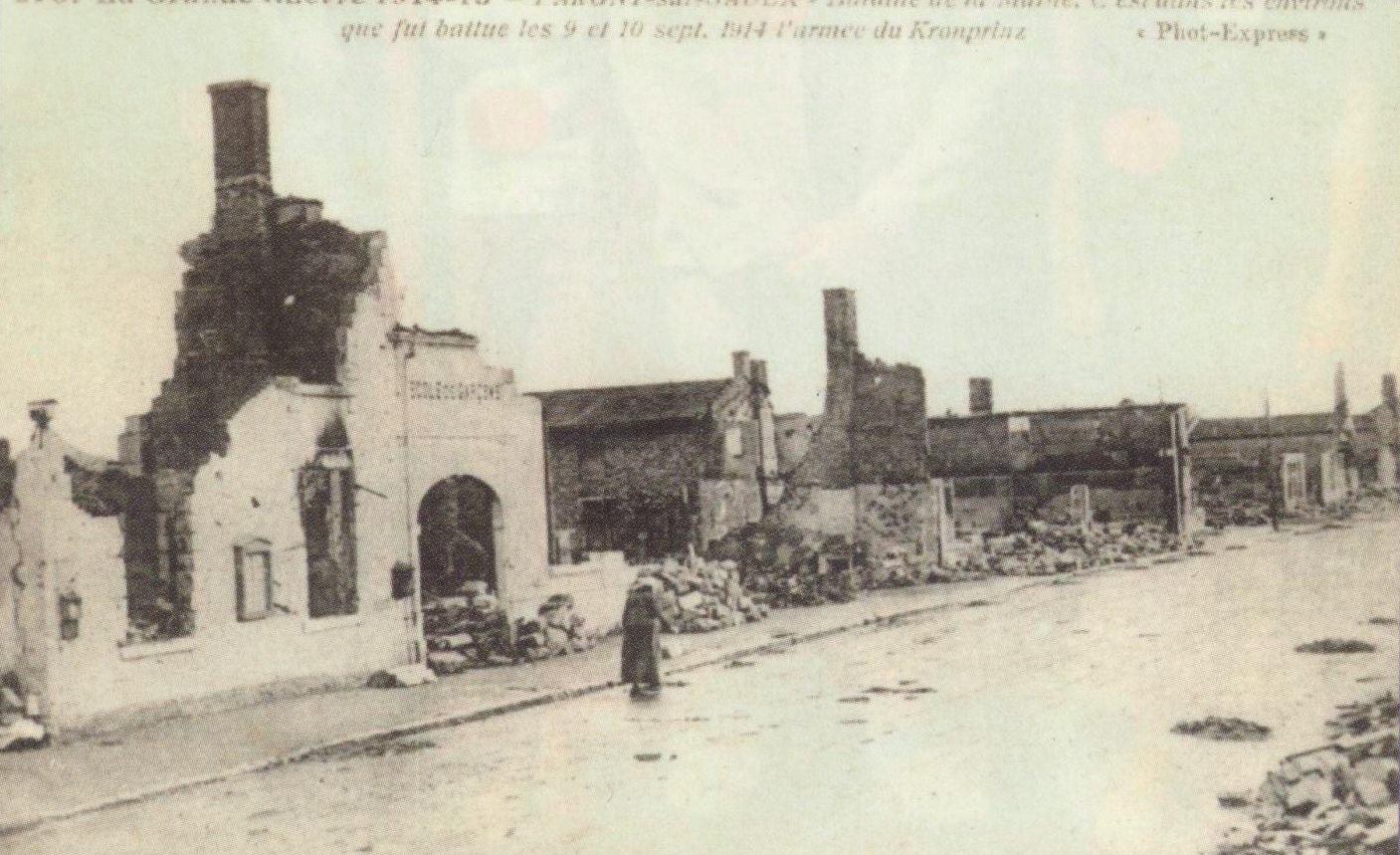
Après les violents combats de septembre 1914, la mairie en ruine est visible au premier plan.

Pargny-sur-Saulx est violemment attaquée lors de la bataille de la Marne le 6 septembre 1914. Ce jour-là, les premiers obus commencent à tomber sur le village et les combats sont violents le long du canal de la Marne au Rhin. Celui-ci, ainsi que la Saulx, sont pris par les Allemands. Le 7 septembre 1914, les bombardements sont terribles et une majeure partie du village est détruite. Le 8 septembre 1914, attaquée par le nord et l'est, Pargny-sur-Saulx est prise par les Allemands, puis reprise par les Français. Le capitaine Mordant meurt vers 9 heures, à l'angle de la route de Sermaize-les-Bains et du Chemin Cordier. Le 10 septembre 1914, la commune est prise une seconde fois par les Allemands.
Pargny-sur-Saulx est rendue définitivement aux Français le 11 septembre 1914. Le village est alors en ruines. Une centaine de maisons sont entièrement ou partiellement détruites par les obus et les incendies occasionnés ou volontaires. C'est à leur retour que les habitants commenceront à dégager les rues, puis à reconstruire le village.

### La fabrication de tuiles

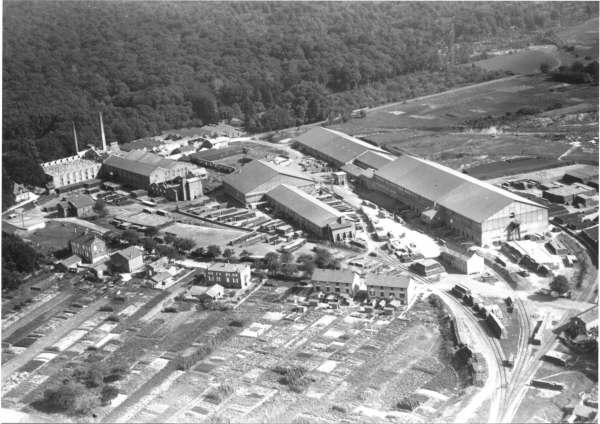
Vue aérienne de la tuilerie Gilardoni au Bois du Roi avant 1945, date à laquelle les bâtiments du fond furent détruits. Certaines modifications majeures ont été apportées au site depuis.

La fabrication de briques et de tuiles est une activité ancienne à Pargny-sur-Saulx. Au XIXe siècle jusqu'en 1980, à Pargny-sur-Saulx, mais aussi à Maurupt-le-Montois, on pouvait compter jusqu'à une vingtaine de tuileries. Il s'agissait de petites unités à caractère familial et saisonnier ayant le plus souvent un four, parfois deux. Elles employaient chacune de trois à six hommes, jusqu'à quatorze femmes et de deux à quatre enfants. Le salaire journalier était inégal : deux francs pour les hommes, un franc cinquante pour les femmes et un franc pour les enfants. On n'y travaillait que d'avril à octobre.
On ne peut vraiment parler d'industrie qu'à partir de l'installation de l'usine Gilardoni au Bois du Roi qui fabrique mécaniquement en plus grande quantité et toute l'année la tuile à emboîtement moins coûteuse.
L'entreprise Gilardoni Frères, qui possédait une usine à Altkirch et à Dannemarie s'installe en 1873 à Pargny-sur-Saulx ; les carrières d'argile sont proches, le canal de la Marne au Rhin y passe ainsi que le chemin de fer.
Après 1850, cette tuile est le produit phare des tuileries industrielles. Seules la tuilerie Huguenot et la tuilerie Simonnet peuvent faire les investissements nécessaires pour utiliser une machine à vapeur qui broie et malaxe la terre pour obtenir une pâte molle à mouler et un four Hoffmann pour une cuisson continue. Pendant les deux tiers du XXe siècle, ces trois usines sont très actives et emploient des centaines d'ouvriers. Plusieurs cités ouvrières et une chapelle sont construites. Une coopérative pour l'achat des denrées de première nécessité est constituée.
En 1975, l'usine Simonnet ferme et sera démolie dans les années 1990.
En 1986, Huguenot qui s'était associé avec Fenal et était entré dans le groupe Imétal, reprend les tuileries Gilardoni. Le groupe Imétal, devenu aujourd'hui Imérys toiture, emploie deux cents personnes.

## Politique et administration

### Liste des maires
| Période                                  | Période  | Identité                  | Étiquette | Qualité                                   |
| ---------------------------------------- | -------- | ------------------------- | --------- | ----------------------------------------- |
| Les données manquantes sont à compléter. |          |                           |           |                                           |
| 1800                                     | 1806     | Joseph Frerson            |           |                                           |
| 1806                                     | 1807     | M. Delauney-Garinet       |           |                                           |
| 1807                                     | 1825     | Joseph Delauney           |           |                                           |
| 1825                                     | 1831     | François Gillot-Paillot   |           |                                           |
| 1831                                     | 1837     | Joseph Delauney           |           |                                           |
| 1837                                     | 1871     | François Huot-Frerson     |           |                                           |
| 1871                                     | 1885     | Frédéric Gillot           |           |                                           |
| 1885                                     | 1888     | Auguste Thévenet          |           |                                           |
| 1888                                     | 1904     | Léon Leroy                |           |                                           |
| 1904                                     | 1908     | Louis Voire               |           |                                           |
| 1908                                     | 1925     | Paul Leroy                |           |                                           |
| 1925                                     | 1932     | Gaston Simonet            |           |                                           |
| 1932                                     | 1934     | Eugène Regnault           |           |                                           |
| 1934                                     | 1944     | Henri Appelle             |           |                                           |
| 1944                                     | 1945     | Guy Liger-Belair          |           |                                           |
| 1945                                     | 1955     | Henri Greslon             |           |                                           |
| 1955                                     | 1970     | Gabriel Regnault          |           |                                           |
| 1970                                     | 1971     | Marcel Leroy              |           |                                           |
| 1971                                     | 1983     | Serge Leclère             |           |                                           |
| 1983                                     | 1989     | Andrée Jobard             |           |                                           |
| 1989                                     | 1995     | Christian Burkel          |           |                                           |
| 1995                                     | 2008     | Andrée Cheneby née Jobard | UMP       |                                           |
| 2008                                     | mai 2012 | Roland Leclère            | PS        | Fils de Serge Leclère Décédé en fonction. |
| juin 2012                                | mai 2020 | Denise Guérin             | DVG       |                                           |
| mai 2020                                 | En cours | Jean-Claude Cabart        |           |                                           |

### Jumelages
- Neckarsteinach (Allemagne) depuis 1967.

## Équipements et services publics

### Eau et déchets
Le service public des déchets est assuré par le Syndicat mixte du Sud-Est Marnais (SYMSEM), qui a mis en place une redevance incitative. La collecte des ordures ménagères résiduelles (en bacs noirs pucés ou en sacs rouges prépayés) et des emballages ménagers recyclables (en sacs jaunes) est réalisée en porte à porte. Le SYMSEM adhérant au syndicat de valorisation des ordures ménagères de la Marne (SYVALOM), ces déchets sont amenés en centre de transfert à Sainte-Menehould ou Vitry-en-Perthois, puis valorisés sur le site de La Veuve. La collecte du verre se fait en apport volontaire, avant transformation dans une usine de Reims.
Pour les déchets volumineux ou dangereux, le SYMSEM met à disposition de ses habitants une plateforme de déchets verts et gravats, à Saint-Amand-sur-Fion, ainsi que 12 déchèteries, dont celle de Pargny-sur-Saulx. Avec 9 859 passages en 2023, la déchèterie de Pargny-sur-Saulx est la plus fréquentée du SYMSEM.

### Postes et télécommunications
La commune dispose d'une agence postale communale, installée rue Arthur Hannequin. Plusieurs boîtes aux lettres de La Poste se trouvent par ailleurs sur le territoire de la commune : rue Léon Leroy, rue Arthur Hannequin, rue du 128e RI, place Jean Monnet et allée des Tilleuls. 

### Justice, sécurité et secours
Du point de vue judiciaire, Pargny-sur-Saulx relève du conseil de prud'hommes, du tribunal de commerce, du tribunal judiciaire, du tribunal paritaire des baux ruraux et du tribunal pour enfants de Châlons-en-Champagne, dans le ressort de la cour d'appel de Reims. Pour le contentieux administratif, la commune dépend du tribunal administratif de Châlons-en-Champagne et de la cour administrative d'appel de Nancy.
Pargny-sur-Saulx est située en secteur Gendarmerie nationale et dépend de la brigade de Sermaize-les-Bains.
En matière d'incendie et de secours, la caserne la plus proche est celle de Sermaize-les-Bains, rattachée au Service départemental d'incendie et de secours (SDIS) de la Marne.

## Population et société

### Démographie
L'évolution du nombre d'habitants est connue à travers les recensements de la population effectués dans la commune depuis 1793. Pour les communes de moins de 10 000 habitants, une enquête de recensement portant sur toute la population est réalisée tous les cinq ans, les populations de référence des années intermédiaires étant quant à elles estimées par interpolation ou extrapolation. Pour la commune, le premier recensement exhaustif entrant dans le cadre du nouveau dispositif a été réalisé en 2005.

En 2022, la commune comptait 1 700 habitants, en évolution de −10,34 % par rapport à 2016 (Marne : −1,19 %, France hors Mayotte : +2,11 %).
| 1793 | 1800 | 1806 | 1821 | 1831 | 1836 | 1841 | 1846 | 1851 |
| ---- | ---- | ---- | ---- | ---- | ---- | ---- | ---- | ---- |
| 333  | 364  | 340  | 354  | 401  | 428  | 423  | 455  | 508  |

| 1856 | 1861 | 1866 | 1872 | 1876 | 1881 | 1886 | 1891 | 1896 |
| ---- | ---- | ---- | ---- | ---- | ---- | ---- | ---- | ---- |
| 491  | 585  | 553  | 469  | 539  | 675  | 604  | 659  | 681  |

| 1901 | 1906 | 1911 | 1921  | 1926  | 1931  | 1936  | 1946  | 1954  |
| ---- | ---- | ---- | ----- | ----- | ----- | ----- | ----- | ----- |
| 690  | 770  | 828  | 1 233 | 1 601 | 1 882 | 1 745 | 1 524 | 1 989 |

| 1962  | 1968  | 1975  | 1982  | 1990  | 1999  | 2005  | 2006  | 2010  |
| ----- | ----- | ----- | ----- | ----- | ----- | ----- | ----- | ----- |
| 2 335 | 2 731 | 3 038 | 2 786 | 2 333 | 2 174 | 1 987 | 1 967 | 1 969 |

| 2015  | 2020  | 2022  | - | - | - | - | - | - |
| ----- | ----- | ----- | - | - | - | - | - | - |
| 1 912 | 1 723 | 1 700 | - | - | - | - | - | - |

### Vie associative
Pargny-sur-Saulx regroupe plusieurs associations sportives, tel que :
- Un club de tir à l'arc,
- Un club de football,
- Un club de pêche, nommé la Gaule,
- Un club de danse,
- Un club de gymnastique,
- Un club d'athlétisme,
- Un club de karaté et un club de remise en forme
- Un club de Judo et de Ju Jitsu,
- Un club de Cyclo-tourisme: le Vélo-club Pargnysien.
- Un club de moto : moto-club évasion

D'autres associations centrées sur l'aide et la vie active existent :
- Plein-Soleil, association de retraités,
- Le Centre Aide par le Travail,

## Économie

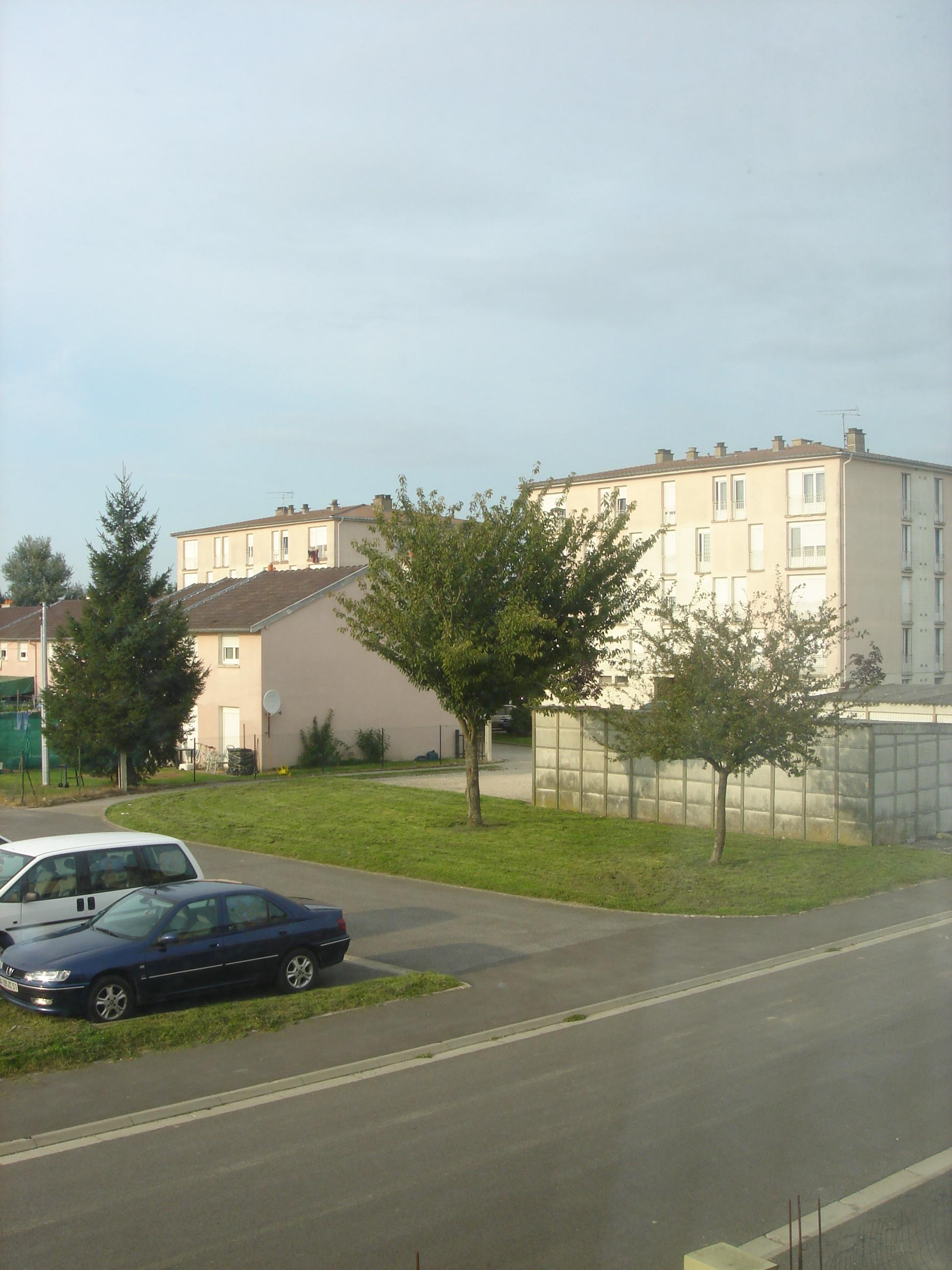
Avenue du Maréchal-Leclerc.

La commune est surtout connue pour ses tuileries, 54 % de la population active étant ouvrière. Le taux de chômage était de 16,1% en 2005 (environ 200 chômeurs).

### Services
La commune offre divers autres services, notamment deux boulangeries, une caserne de pompiers, deux salons de coiffure, un centre commercial, un garage, un fleuriste, deux médecins, une salle polyvalente et deux terrains de football.
Le centre commercial regroupe une banque, un supermarché, un salon esthétique, un salon de coiffure, une pharmacie et un cabinet médical.

### Pollution
Pargny-sur-Saulx possède un site pollué. En 1932, une ancienne tréfilerie est transformée par la société Orflam-Plasten en usine de production de pierres à briquets. Jusqu'en 1967, l'industrie utilise de la monazite, minerai naturellement riche en thorium radioactif (le thorium 232), ainsi que d'autres produits chimiques. Le cérium, qui favorise l’étincelle de la pierre à briquet, était extrait de la monazite par un procédé d’extraction chimique qui fixait le thorium radioactif dans des résidus solides.
Ce procédé a laissé des séquelles en termes de pollution du sol et de certains bâtiments, ainsi que de certains points d'eau.
Une partie de ces résidus a été utilisée sur le site comme matériau de remblaiement pour l’usine et pour construire une digue sur la berge de la Saulx.
L'ANDRA a effectué en 2004 des travaux visant à sécuriser le site et a découvert le 8 avril 2009 des taux anormaux de radioactivité dans l'étang de la Grévière. Une plainte contre X a été déposée par le ministre de l'Écologie Jean-Louis Borloo.
Selon son bilan 2009, l'IRSN a réalisé « des investigations radiologiques dans l’environnement de l’usine afin d’évaluer l’étendue des zones contaminées et pouvoir ainsi les sécuriser au besoin. Les résultats de l’expertise et les recommandations émises par l’IRSN ont été intégrés par l’ANDRA dans la mise en sécurité des zones contaminées en dehors du site et la déconstruction de l'usine ».

## Culture et patrimoine
La commune regroupe deux tuileries, une église datant du XIIe siècle et est traversée par le canal de la Marne au Rhin. Le réseau hydraulique est alimenté par trois châteaux d'eau : le premier dessert Pargny-sur-Saulx, le deuxième alimente les industries environnantes et le troisième alimente Maurupt-le-Montois.
Un certain nombre de bâtiments sont liés à l'histoire de Pargny-sur-Saulx, tel que les tuileries ou l'église Assomption-de-Notre-Dame, qui font partie des six monuments historiques de la commune

### Patrimoine civil

#### La mairie
La mairie de Pargny-sur-Saulx se situe sur la place Charles de Gaulle. Détruite lors des violents combats de la bataille de la Marne en septembre 1914, elle fut reconstruite entièrement.

#### La Villa des Roses
Cette villa, située au no 1 de la rue de l'Ajot, est la vitrine des accessoires fabriqués par Gilardoni. La maquette de cette maison a été présentée à l'exposition universelle de 1900 et rencontra un tel succès que la maison fut construite à Pargny-sur-Saulx par le directeur commercial des tuileries de l'époque. La maison était l'une des plus belles du village.

#### La Nécropole nationale de Pargny-sur-Saulx
Elle recueille des dépouilles de soldats.

#### Le monument aux morts
Ce monument a été édifié en hommage aux morts de la Première Guerre mondiale. Les plans, devis et projets de Georges Veilliard furent acceptés par la commune le 4 décembre 1926. Composé de pierre d'Euville, il coûta 25 000 francs. Le gros-œuvre est essentiellement en calcaire et marbre. En 1928, Henri Schollhammer posa un entourage à la demande de la commune, sous la forme de deux grilles successives.
Le monument est situé sur la place en face de la mairie, le long de l'axe principal du village (la route départementale D995). Il représente une femme en bas-relief et en ronde-bosse. La tête haute, elle regarde vraisemblablement dans la direction de l'Argonne. Le bas de son corps se fond dans la stèle. Des feuilles de laurier apparaissent en bas-relief et les initiales de la République sont gravées sur un médaillon. Un faisceau de laurier parcours le bas du monument.

#### Le château Gilardoni
Cette bâtisse construite en 1884 se situe à une centaine de mètres de l'usine, à la lisière de la forêt. Ce château, maintenant en ruine, était représentatif de l'entreprise Gilardoni.

#### La gare
Pargny-sur-Saulx a possédé une gare, désormais fermée, sur la ligne de Paris à Strasbourg. Son bâtiment voyageurs existe toujours. Son style diffère des premières gares de la ligne, construites dans les années 1850, et témoigne d'une construction ultérieure, par la Compagnie des chemins de fer de l'Est ; c'est en effet un bâtiment standard de type C tardif. Il a survécu à la Première Guerre mondiale et existe toujours, reconverti en habitation.

### Galerie

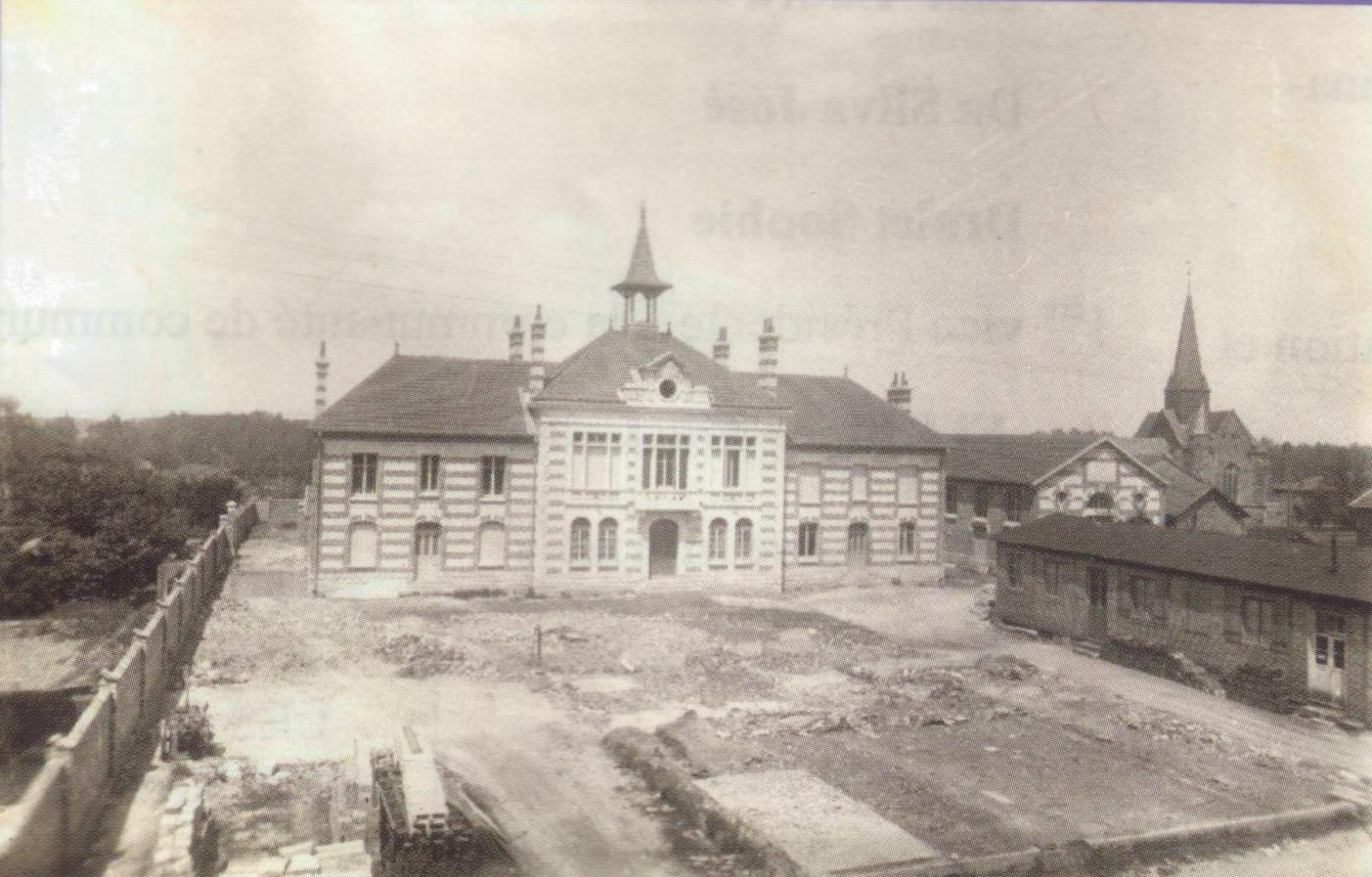
La mairie en reconstruction après les combats de septembre 1914. Des baraquements en bois sont installés en attendant la fin du chantier.
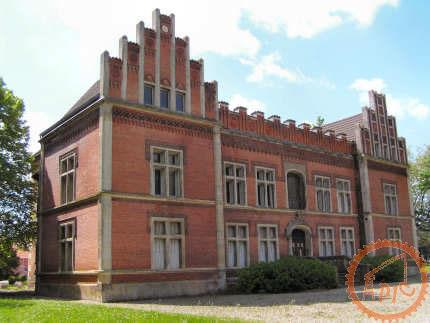
Le château Gilardoni.
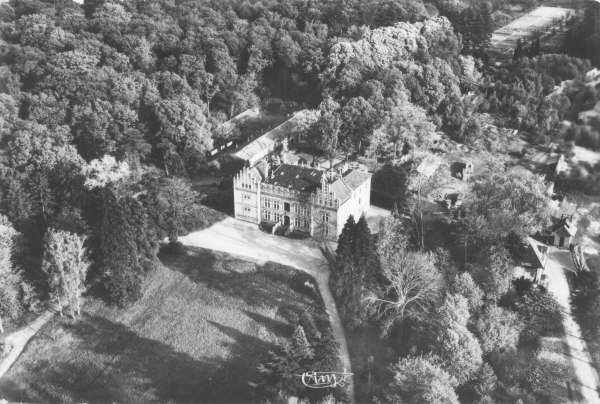
Photographie aérienne au XXe siècle.
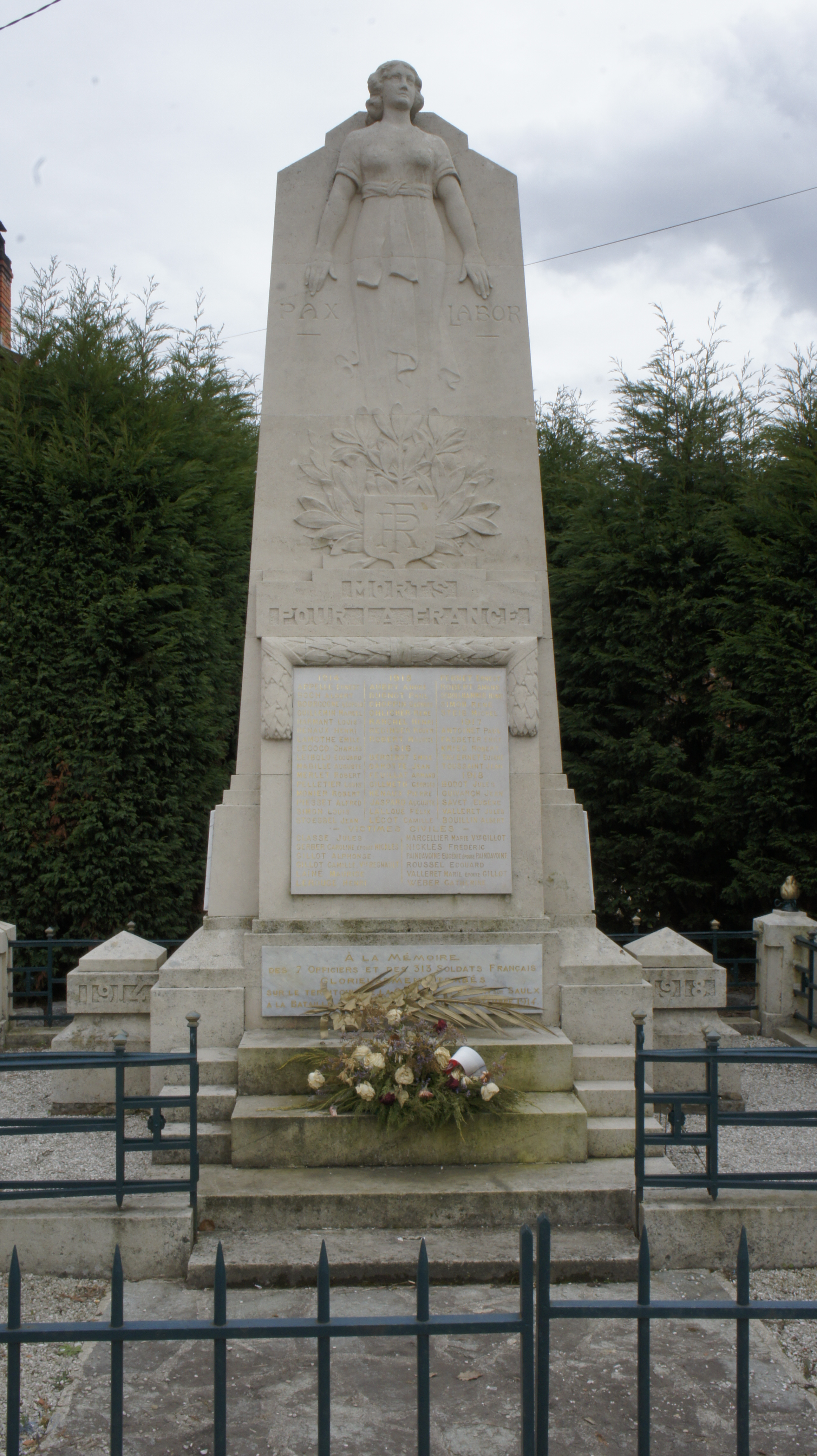
Le monument aux morts.

### Patrimoine industriel

#### Les tuileries et briqueteries Simmonet
La tuilerie Simmonet, la plus ancienne tuilerie de la région fondée en 1817 par Huot père et fils, est installée à la fin du XIXe siècle sur le site des tuileries fondées par Huot-Frerson en 1827 et 1838 au Mont de Cerf. Les carrières, qui se situent au Chemin Cordier, sont proches et le site est près de la voie ferrée. Ces tuileries sont dirigées en 1877 par Simmonet Aubertin, puis à partir de 1899 par Gaston Simmonet. En 1964, d'importants travaux de rénovation sont réalisés. Cependant, l'usine ferme dans les années 1970 et sera détruite quelques années plus tard. Aujourd'hui, le site a été remplacé par des lotissements.
L'usine était le fournisseur des compagnies de Chemins de Fer, du Génie Militaire, des ponts et chaussées, des Beaux-Arts, des grandes administrations. Elle a trouvé sur place une excellente matière première, l’argile, et a bénéficié de la proximité de la voie ferrée Paris-Strasbourg et du canal de la Marne au Rhin pour le transport des marchandises. Elle fut l’une des premières industries marnaises à utiliser l’énergie électrique, car Pargny-sur-Saulx était alors l’une des premières communes marnaises dotée d’une station de production d’électricité.

#### La tuilerie Imerys Toiture

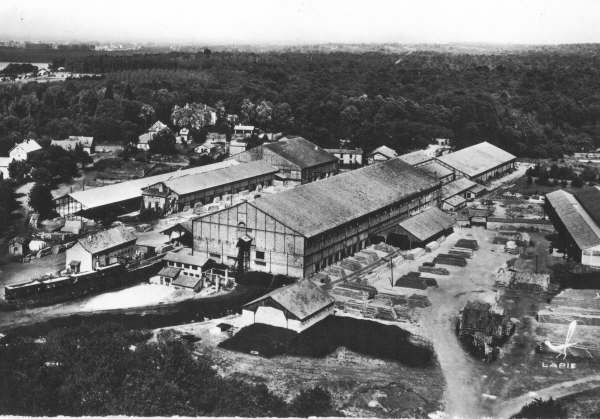
Vue aérienne de la tuilerie Gilardoni au Bois du Roi.

Le site est constitué d'un hangar industriel, d'un bureau, d'un atelier de fabrication, d'un logement patronal, d'une cité ouvrière, d'une église et d'un logement de contremaître. Sans cesse modifié, le site de la tuilerie a surtout été construit dans le 3e quart du XIXe siècle et dans le 1er quart du XXe siècle. Certaines parties ont depuis été détruites. L'un de ses éléments remarquables reste sa machine de production.
Gilardoni, l'inventeur de la tuile mécanique à emboîtement en 1841, installe une usine de céramique dans la commune de Pargny-sur-Saulx après la guerre de 1870. L'une des machines à mouler vient des anciens locaux marseillais de Gilardoni. Les bâtiments ont été rasés lors de la Première Guerre mondiale, puis ont été reconstruits aux alentours de 1920. L'entreprise a ensuite été reprise par Huguenot-Fenal.
Le site était desservi par un embranchement ferroviaire, désormais supprimé car le transport est assuré par des poids-lourds. Le logement patronal, composé de deux étages carrés, a été édifié avec les produits de l'entreprise (céramique, brique et tuile notamment).
La terre provient de différents sites dont Contrisson pour la terre jaune, Maurupt-le-Montois pour la terre noire et enfin la ferme de Bredé, proche de Cheminon, où est extraite la terre rouge.

#### Le musée de la tuile et de la terre cuite
Le musée a été créé en 1990 sous l'impulsion du gérant de la société Huguenot-Fenal. Il fut initialement installé dans l'enceinte de la tuilerie Gilardoni dans des locaux devenus exigus et difficilement accessibles du fait de sa situation à l'écart de la route principale. La municipalité a proposé de déménager le musée dans la Chapelle Sainte Thérèse et l'ouverture eut lieu le 23 mai 2004. Sa collection privée retrace le chemin de la tuile, de la tégula romaine à la tuile mécanique.

### Patrimoine religieux

#### L'église Assomption-de-Notre-Dame

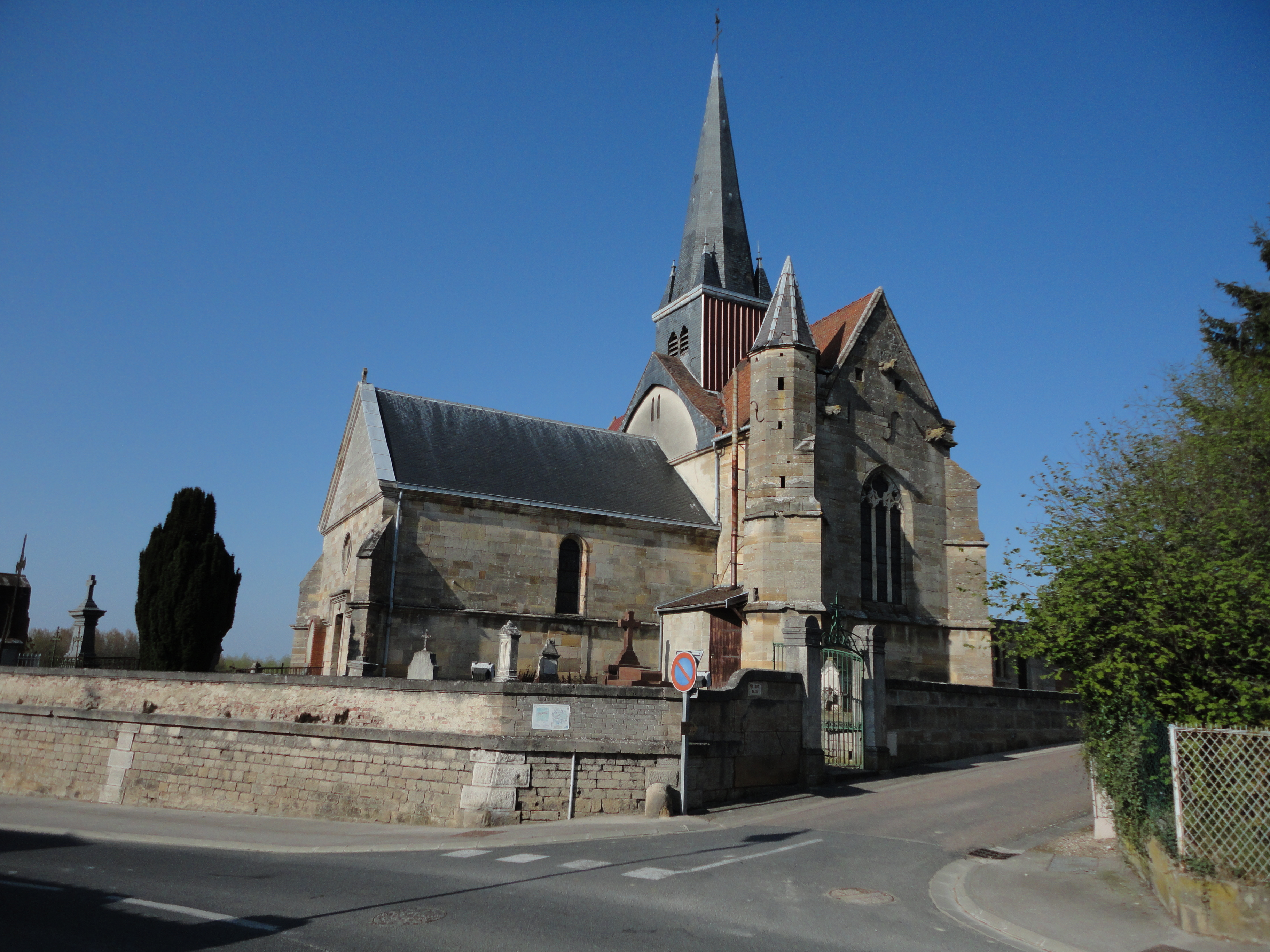
L'église Assomption-de-Notre-Dame.

Située au Nord de la commune, non loin de la mairie, l'église Assomption-de-Notre-Dame possède une abside et un transept de style flamboyant, avec des gargouilles au sud. La nef date du XVIIIe siècle. Cette église, construite au XIIIe siècle ainsi qu'au XIVe siècle, appartient à la commune. Elle repose sur le soubassement d’une église du XIe siècle. Son maître-autel date de 1895.
En 1748, un procès-verbal de visite épiscopale fait état d'une toiture en mauvais état.
Pendant la bataille de la Marne, les tirs des canons ennemis détruisent le clocher. Au fur et à mesure des combats, la plupart des vitraux sont brisés et une partie de la toiture s'effondre. Des impacts de balles sont encore visibles sur les murs, ainsi que les traces de rénovations. 
 Par l'arrêté du 10 décembre 1915, l'église est classée monument historique de la commune. Le chœur et le transept sont protégés par cet arrêté.

#### La chapelle Sainte-Thérèse

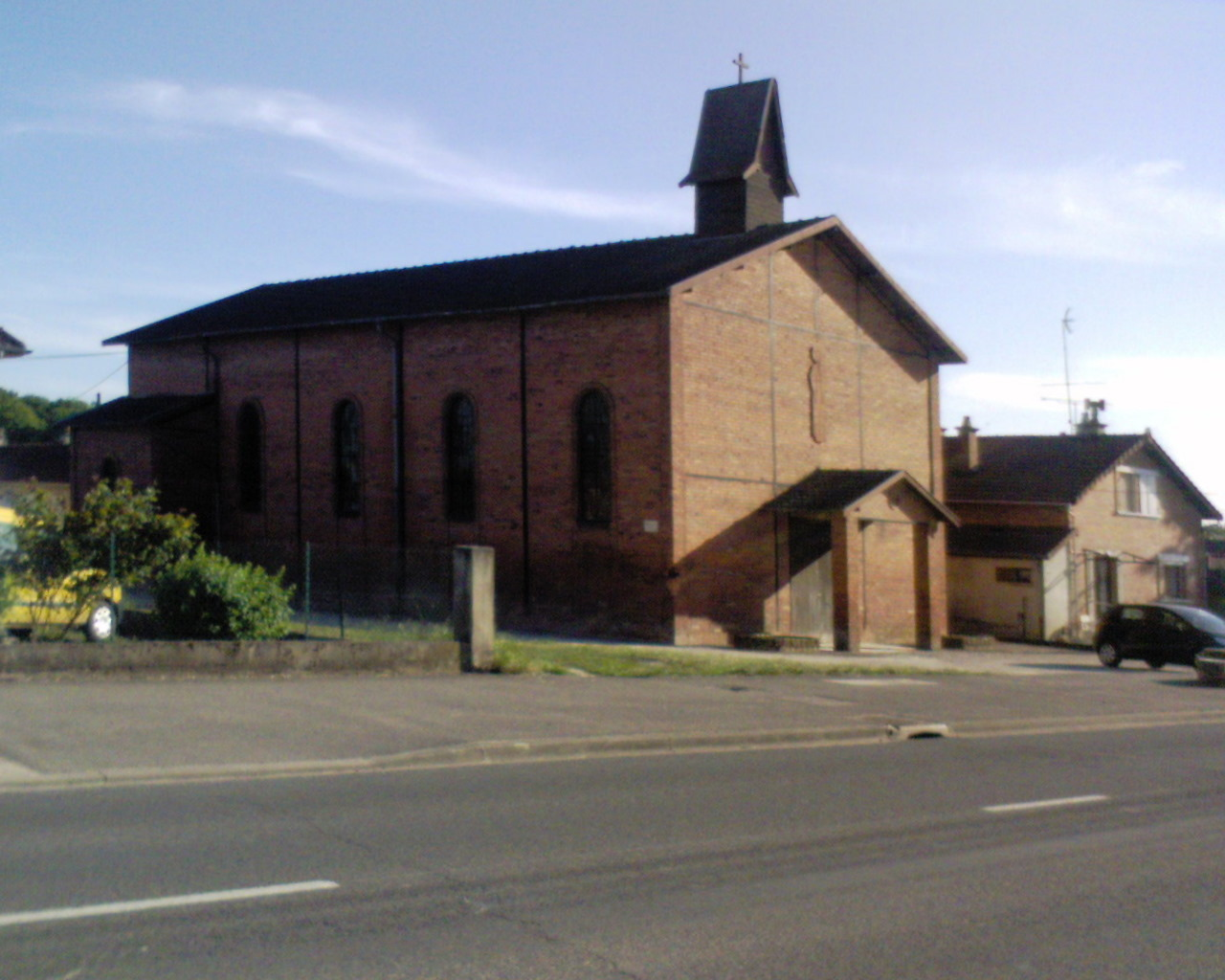
La chapelle Sainte-Thérèse.

Cette ancienne chapelle située dans l'enceinte de l'usine Gilardoni, avenue du Bois du Roi, est composée de briques et de tuiles. Sa construction par les ouvriers de Gilardoni date des années 1930. Elle a été rénovée, puis transformée en Musée de la tuile et de la terre cuite.

### Personnalités liées à la commune
- Arthur Hannequin (1856-1905), philosophe, chevalier de la Légion d'honneur, officier de l'Instruction publique et correspondant de l'Institut. Une rue de la commune porte son nom.
- Agnès Blanchot (1965-), actrice née dans la commune, qui a débuté en 1985 dans le film Scout toujours...

### Héraldique

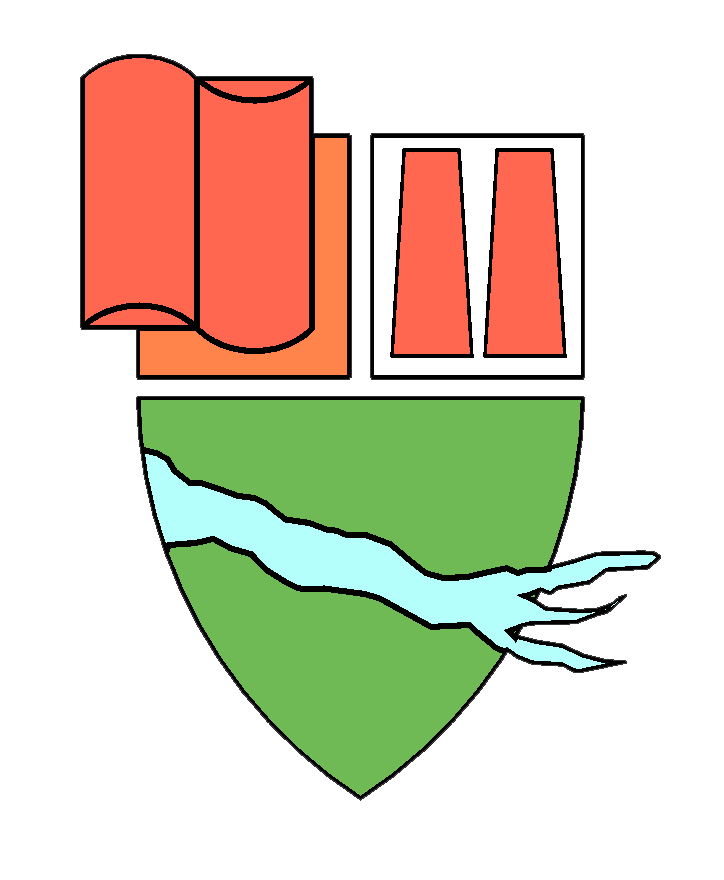
Logo représentant en bas la Saulx et en haut, la tuile et la brique.

| Blason de Pargny-sur-Saulx | Blason  | D'or aux deux fasces contre-bretessées de gueules, au pal d'azur brochant sur le tout, chargé, en chef, d'une fleur de lys du champ et, en pointe, d'une tierce ondée d'argent. Devise / CriVirtus terra germinabit |
| Blason de Pargny-sur-Saulx | Détails | Le statut officiel du blason reste à déterminer. |